# Circulation atmosphérique

Vue idéalisée des trois cellules ou zones de circulation atmosphérique.

La circulation atmosphérique se caractérise par le mouvement à l'échelle planétaire des différentes masses d'air entourant la Terre, ce qui redistribue l'énergie solaire en conjonction avec la circulation océanique. Ainsi, comme la Terre est un sphéroïde, la radiation solaire incidente au sol varie entre un maximum aux régions faisant face directement au Soleil, situées selon les saisons plus ou moins loin de l'équateur, et un minimum à celles très inclinées par rapport à ce dernier, proches des pôles. La radiation thermique réémise par le sol est proportionnelle à la quantité d'énergie reçue, ce qui génère un réchauffement différentiel entre les deux régions. Ce déséquilibre thermique a pour conséquence la création de cellules de convection près de l'équateur. Quand on s'éloigne de celui-ci, la rotation de la Terre (qui génère la force de Coriolis) influence le trajet de l'air selon la répartition des pressions et le tout forme la circulation atmosphérique.

## Caractéristiques de la circulation selon la latitude
La circulation atmosphérique change continuellement mais la tendance de base est relativement constante. Les dépressions des latitudes moyennes ou les cyclones tropicaux individuels se développent un peu partout selon une prédictibilité parfois proche de la théorie du chaos mais la tendance moyenne est stable. 
On distingue trois zones de circulation des vents entre l'équateur et chaque pôle :
- la première zone est celle de Hadley qui se situe entre l'équateur et 30 degrés N et S où l'on retrouve des vents réguliers soufflant du nord-est dans l'hémisphère nord et du sud-est dans celui du sud : les alizés. Les navigateurs à voile ont depuis longtemps utilisé cette zone de vents réguliers pour traverser les océans ;
- la deuxième se situe aux latitudes moyennes et est caractérisée par des systèmes dépressionnaires transitoires sous une circulation d'altitude généralement d'ouest, c'est la cellule de Ferrel ;
- la troisième, la cellule polaire, se retrouve au nord et au sud des 60e parallèles nord et sud avec une circulation de surface généralement d'est.

Entre ces trois zones, à une altitude variant entre 6 et 15 km, on retrouve les courants-jets circulant autour de la planète et qui sont un des précurseurs de la frontogénèse. 

### Cellules de Hadley

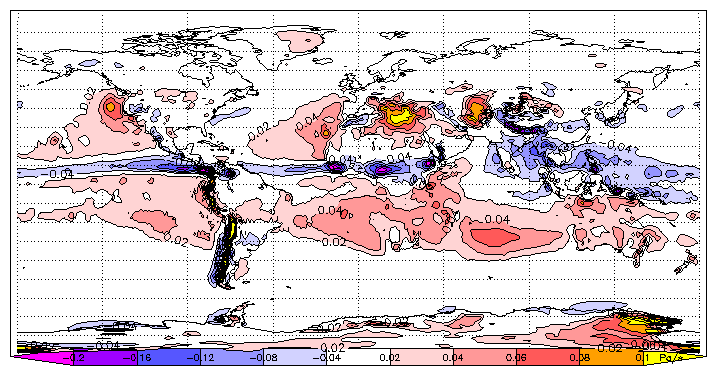
Mouvement vertical moyen en juillet à 500 hPa. L'air ascendant (valeurs négatives en bleu) est concentré près de l'équateur solaire et l'air descendant (positif en rouge) est plus éparpillé.

Le moteur de la circulation atmosphérique sous les tropiques est le réchauffement solaire. À cause de l'inclinaison de 23 degrés 27 minutes  de l'axe de rotation de la Terre, le Soleil n'est jamais à plus de quelques dizaines de degrés du zénith à midi tout au long de l'année dans les tropiques, ce qui donne un maximum de réchauffement autour de l'équateur géographique. Cette chaleur est transportée en grande partie dans l'atmosphère sous forme de relâchement de chaleur latente dans les orages tropicaux,.
Edmond Halley, célèbre astronome, a proposé une théorie pour expliquer la présence des alizés. Cependant, sa solution n'expliquait pas pourquoi les vents se dirigeaient vers l'ouest. George Hadley, avocat anglais et météorologue amateur, a proposé une variante en 1735 décrivant une circulation fermée. Pour expliquer la direction vers l'ouest de la circulation de surface, il a tenu compte de la rotation de la Terre. En effet, une parcelle d'air se dirigeant vers le nord ou le sud, par rapport à un observateur au repos dans l'espace, semble se déplacer avec une composante ouest par rapport à un observateur terrestre parce que ce dernier se déplace vers l'est. Gaspard-Gustave de Coriolis reprendra cette idée un siècle plus tard dans sa description des mouvements dans un repère en rotation. 

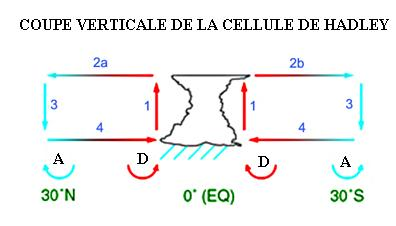
Les cellules de Hadley transportent chaleur et humidité des tropiques, depuis la zone de convergence intertropicale, vers les latitudes moyennes de 30 degrés N et S, appelée la zone de calmes subtropicaux.

Le mécanisme de formation des cellules de Hadley débute sur l'image en (4) où l'air chaud et humide converge à l'équateur parce que le facteur de Coriolis y est négligeable et que les vents n'y ont pas de direction privilégiée. L'air se déplace alors vers les zones de pression plus basses (D) où il s'élève en formant des orages (1). C'est la zone dite de convergence intertropicale où les précipitations sont très abondantes mais les vents faibles (le pot-au-noir). 
Quand les parcelles d'air chaud et humide atteignent la tropopause (limite entre la troposphère et la stratosphère), à environ 12 à 15 km d'altitude, elles ne peuvent monter plus haut ni ne peuvent rester à cet endroit à cause du flux constant venant des basses couches de l'atmosphère. Par conséquent, elles sont repoussées vers le nord (2a) ou le sud (2b) de l'équateur. 
En s'éloignant de l'équateur, la force de Coriolis augmente ce qui dévie les parcelles vers l'Est (du point de vue d'un observateur terrestre). En se déplaçant vers les pôles, l'air se refroidit par échange avec l'environnement et il commence à descendre (3). Lors de la descente, les parcelles d'air suivent la courbe du gradient adiabatique sec, ce qui fait qu'elles se réchauffent et que leur humidité relative tombe. Cela se produit autour de 30 à 35 degrés N et S où l'on retrouve la zone de calmes subtropicaux aride dominée par un anticyclone. 
Finalement, l'air venant de l'anticyclone se dirige vers l'équateur pour compléter le cycle et cette fois, la force de Coriolis le dévie vers l'ouest : ce sont les alizés qui soufflent du nord-est dans l'hémisphère nord et du sud-est dans celui du sud. Ces cellules sont multiples autour de la Terre et elles ne sont pas alignées exactement avec l'équateur géographique mais plutôt avec l'équateur défini comme le point au zénith du soleil ce qui amène une variation saisonnière vers le nord et le sud de la position de ces cellules. En plus, la différence de réchauffement local et la friction sous deux kilomètres d'altitude changent constamment la position d'une cellule particulière.
En bordure de ces cellules, la convection atmosphérique joue un rôle important dans la chimie de l'atmosphère, en contribuant à certains transferts verticaux d'aérosols ou de polluants des basses couches (troposphère) vers les hautes couches, et inversement (pour l'ozone par exemple). Un mécanisme convectif complémentaire, également capable de verticalement transférer des polluants, est celui qui se manifeste dans le système « rayonnement infrarouge - cirrus ».

### Cellules polaires
La cellule polaire de chaque hémisphère est un système identique à la cellule de Hadley. Même si l'air est plus sec et froid au nord/sud du 60e parallèle, il peut subir une circulation fermée convective. Le parcours de l'air se passe sous les 8 km d'altitude car la tropopause n'y dépasse pas ce niveau. L'air descendant est très sec ce qui explique que les Pôles soient des déserts froids. Encore une fois, la force de Coriolis dévie l'air vers l'ouest et un observateur terrestre note des vents du nord-est dans l'hémisphère nord et du sud-est dans l'hémisphère sud.
Les anticyclones semi-permanents sur la Sibérie, les îles arctiques et l'Antarctique sont une conséquence directe de la cellule polaire, ce qui fait que la météorologie de ces régions est relativement stable, contrairement aux dépressions à répétition qui affectent les latitudes moyennes. De plus, cela permet à des dômes très froids, où des records de basses températures ont été rapportés (−89,2 °C à la base antarctique Vostok II en 1983 en Antarctique), de s'installer. 
La circulation polaire interagit avec le terrain pour donner des ondes harmoniques longues appelées ondes de Rossby. Ces dernières ont un rôle important dans la trajectoire du courant-jet polaire qui sépare la cellule polaire de celle de Ferrel. L'énergie solaire venant de l'équateur est transférée à la cellule polaire par ce mécanisme et elle peut finalement être distribuée jusqu'aux Pôles.

### Cellules de Ferrel
La cellule de Ferrel de chaque hémisphère couvre les latitudes moyennes entre 30 et 60 degrés. Elle est nommée en hommage à William Ferrel (1817-1891) qui a cherché à décrire la circulation générale d'ouest qu'on y retrouve. C'est une circulation indirecte, contrairement aux cellules de Hadley et polaire.
Dans les latitudes moyennes, on retrouve de l'air froid venant des pôles par la cellule polaire et de l'air chaud venant de l'équateur par la cellule de Hadley. Ces deux types de masses d'air se rencontrent le long d'un ruban thermique plus ou moins continu et intense. Selon la direction des vents au sol, on assiste en certains points au resserrement de ce ruban et à une cyclogénèse dans le flux d'air pour créer des dépressions, ce qui pousse l'air chaud vers les pôles et l'air froid vers l'équateur. 
Dans ces systèmes, l'air chaud et humide rencontrant l'air plus froid doit s'élever non pas par convection mais par forçage dynamique, ce qui crée un mouvement vertical synoptique ascendant aidé par la présence d'un courant-jet. Ce mouvement doit être compensé en amont et en aval par un mouvement vertical descendant. Ceci crée donc une succession d'anticyclones et de dépressions le long du ruban thermique. Les vents tournant dans le sens inverse dans les dépressions et les anticyclones, les habitants des latitudes moyennes subissent donc un régime continuellement changeant des vents.

#### Flux zonal

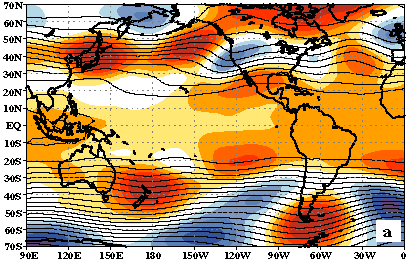
Flux zonal d'ouest.

Toute cette succession de systèmes météorologiques se déplace dans une direction générale d'ouest en est. Le ruban thermique explique cette circulation d'ouest appelée flux zonal. 
En effet, les vents sont essentiellement le déplacement de l'air des hautes vers les basses pressions, déviés vers la droite dans l'hémisphère nord par la force de Coriolis et la gauche dans l'hémisphère sud. Le gradient de pression dépend quant à lui de la structure thermique dans la colonne d'air. Plus la différence de température entre deux zones est grande, plus la différence de pression et le vent augmentent avec l'altitude. Le vent est parallèle au ruban thermique, car la variation de pression est perpendiculaire à celui-ci. 
Ainsi, le courant-jet se forme au-dessus d'un ruban serré de différence de températures que l'on nomme front (front chaud et front froid) et qui sépare les masses d'air froid (vers les pôles) et chaud (vers l'équateur). Comme en moyenne le ruban thermique (appelé zone barocline) est orienté ouest-est, le résultat est une circulation générale d'ouest en est aux latitudes moyennes.

#### Flux méridional

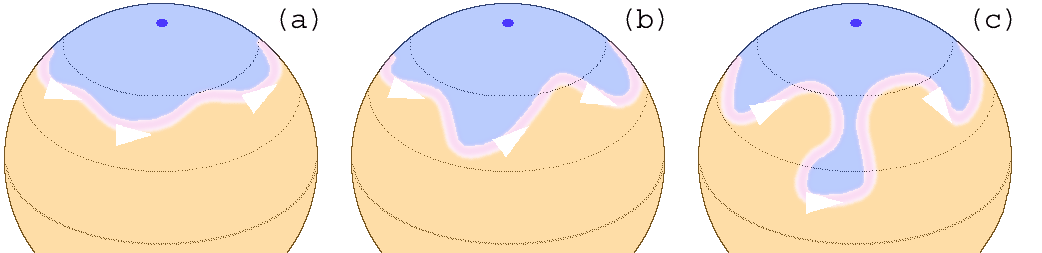
Développement d'une onde de Rossby le long du ruban thermique.

Cependant, les différences de friction dans la basse couche de l'atmosphère, comme le passage de l'océan aux montagnes de la côte ouest de l'Amérique, dévient le vent. Cela crée des ondes dans la circulation qui se reflètent en altitude par une circulation qui prend la forme d'un sinus à plusieurs cycles décrit comme ondes de Rossby. 
La portion du flux qui prend alors une direction nord-sud est appelée flux méridional. C'est cette composante du flux qui transfère l'air froid vers l'équateur et l'air doux vers les pôles. Elle contribue ainsi à l'intensification des dépressions et aux forts changements de température de surface. La position de ce sinus n'est pas stable car il dépend du transfert de températures dans la couche sous-jacente. Il se déplace, se déforme et des tourbillons indépendants s'en détachent.

## Effets locaux
Les cellules de Hadley, Ferrel et polaire donnent une idée générale de la circulation atmosphérique. Cependant, les effets locaux sont très importants et modulent ces circulations et créent des sous-cellules. Ces dernières sont influencées par la différence de friction des surfaces, par la capacité d'absorption et de relâchement différentielle de chaleur entre les océans et la terre, ainsi que par le cycle diurne d'ensoleillement. Cela joue même à micro-échelle. Par exemple, dans le cas des brises de mer, l'air de la rive réchauffé par le Soleil s'élève et il est remplacé par de l'air plus frais venant de l'eau. Durant la nuit, la terre perd sa chaleur plus rapidement que l'eau et la direction des vents s'inverse.
À plus grande échelle, ce cycle diurne peut devenir saisonnier ou même pluri-annuel. L'air chaud des continents équatoriaux et du Pacifique Ouest s'élève, se déplace vers l'est ou l'ouest selon les circonstances jusqu'à atteindre la tropopause puis subside dans l'Atlantique, l'océan Indien ou le Pacifique Est plus froids.

### Circulation de Walker

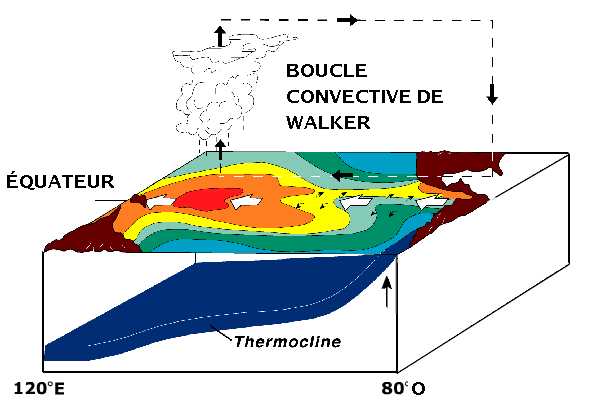
Circulation convective normale de Walker

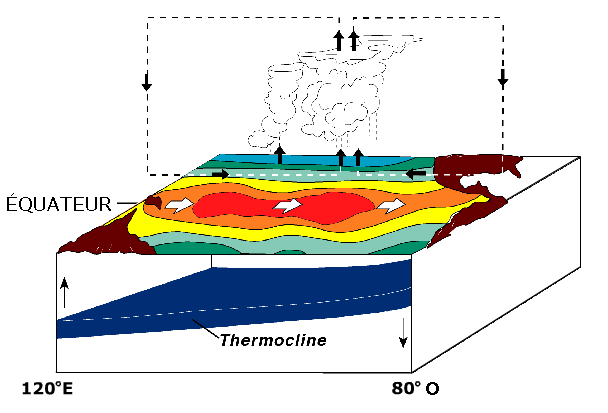
La diminution des alizés perturbe le cycle de Walker et laisse l'eau chaude se répandre plus à l'Est

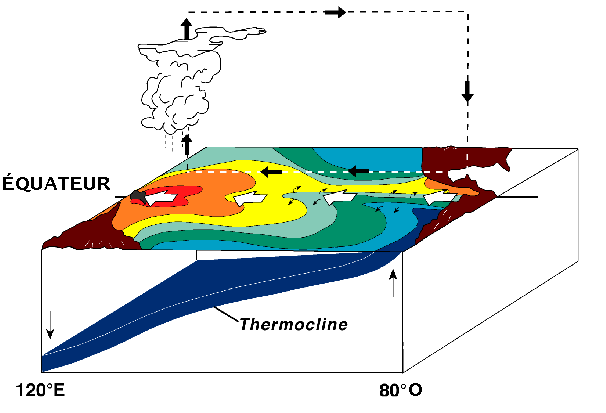
Le renforcement des vents étire la zone couverte par la circulation de Walker et la renforce

La cellule du Pacifique, entièrement océanique, est particulièrement importante. On lui a donné le nom de cellule de Walker en l'honneur de Sir Gilbert Walker, directeur au début du XXe siècle des observatoires météorologiques d'Inde. Il essaya de trouver un moyen de prédire les vents de mousson. Bien qu'il n'ait pas réussi, son travail le conduisit à la découverte d'une variation périodique de pression entre les océans Indien et Pacifique qu'il dénomma l’oscillation australe. Deux autres cellules identiques se retrouvent près de l'équateur dans l'océan Indien et dans l'Atlantique Sud.
Le courant de Humboldt, venant de l'Antarctique, refroidit la côte de l'Amérique du Sud. Il y a donc une grande différence de température entre l'Ouest et l'Est de ce vaste océan qui donne lieu à une circulation directe semblable à celle de Hadley. On note de la convection dans la partie ouest, près de l'Asie et de l'Australie et de la subsidence dans un anticyclone le long de la côte de l'Amérique du Sud. Ceci crée une forte circulation de retour par l'est qui produit un effet de seiche : le niveau de la mer est de 60 cm plus haut dans le Pacifique Ouest que dans l'Est. 
Le mouvement de l'air dans cette circulation affecte la température dans tout le système ce qui crée cycliquement des hivers inhabituellement chauds ou froids après quelques années. Ceci peut modifier également la fréquence des ouragans.

### El Niño et l'Oscillation australe
Le comportement de la cellule de Walker est la clé principale pour comprendre le phénomène du El Niño (en anglais ENSO ou El Niño - Southern Oscillation). Si l'activité convective diminue dans le Pacifique Ouest, pour des raisons mal comprises, la cellule s'effondre. La circulation d'ouest en altitude diminue ou cesse ce qui coupe l'apport d'air froid dans le Pacifique Est et le flux de retour par l'est de surface faiblit. 
Cela permet à l'eau chaude empilée dans le Pacifique Ouest de dévaler la pente vers l'Amérique du Sud ce qui change la température de surface de la mer dans ce secteur en plus de perturber les courants marins. Cela change également complètement les systèmes de nuages et de pluviométrie en plus de donner des températures inhabituelles aux deux Amériques, à l'Australie et à l'Afrique du Sud-Est. 
Pendant ce temps dans l'Atlantique, les vents d'altitude d'Ouest qui sont en général bloqués par la circulation de Walker peuvent maintenant atteindre une force inhabituelle. Ces forts vents coupent les colonnes ascendantes d'air humide des orages qui normalement s'organisent en ouragans et ainsi diminuent le nombre de ces derniers. 
L'opposée du El Niño est La Niña. La convection dans le Pacifique Ouest augmente dans ce cas ce qui amplifie la cellule de Walker amenant de l'air plus froid le long de la côte de l'Amérique. Cette dernière donne des hivers plus froids en Amérique du Nord et plus d'ouragans dans l'Atlantique. Parce que l'eau chaude est repoussée vers l'Ouest par l'anticyclone, cela permet à l'eau froide des profondeurs de remonter sur la côte de l'Amérique du Sud ce qui donne un meilleur apport de nutriments pour les poissons et amène une pêche excellente. Cependant, le temps demeurant au beau fixe, on note de longues périodes de sécheresse dans la même région.

## Systèmes semi-permanents
Suivant le relief terrestre, la température de surface de la mer et des courants marins, ainsi que l'ensoleillement saisonnier, certaines régions de la Terre vont avoir une prédominance durant une partie importante de l'année de dépressions ou d'anticyclones sur les cartes montrant la moyenne mensuelle de la pression. Cela ne veut pas dire que ces systèmes soient stationnaires à ces endroits mais plutôt que dans les systèmes d'un certain type y demeurent plus longtemps, y sont plus intenses ou les deux. 
Durant l'hiver de l'hémisphère Nord, des centres anticycloniques, dus au refroidissement intense en surface, s'installent sur le continent nord-américain et en Asie, tel l’anticyclone de Sibérie. En été, ces zones sont beaucoup moins fréquemment dominées par un anticyclone.
Sur les océans, on retrouve dans la partie descendante de la cellule de Hadley l'anticyclone du Pacifique nord, près d'Hawaï, et l'anticyclone des Açores/Bermudes sur le centre de l'Atlantique nord. Deux centres dépressionnaires se développent en hiver à l'approche des régions arctiques : la dépression d'Islande et la dépression des Aléoutiennes. Ces dernières sont plus diffuses en été alors que les deux anticyclones se renforcent et qu'une dépression thermique se forme sur toute l’Asie centrale et se prolonge en Afrique au-dessus du Sahara. 
Dans l'hémisphère sud à prédominance océanique, ce type de système météorologique semi-permanent est peu développé à cause du manque de contrastes thermiques. Il se forment cependant un anticyclone thermique sur l'Australie en hiver à cause du refroidissement de son large désert intérieur. Sur les océans, on retrouve un anticyclone dans chacun des trois océans dans la partie descendante de la cellule de Hadley : Atlantique Sud à l'Île Sainte-Hélène, Pacifique Sud près de l'Île de Pâques et dans l'océan Indien autour des Mascareignes. Au sud de ces trois systèmes on retrouve une succession de dépressions au nord du continent Antarctique qui sont fameuses pour leurs vents violents et constants (voir Cinquantièmes hurlants).